# Сомерсет, Генри Вир Фицрой
Генри Роберт Сомерс Фицрой де Вер Сомерсет (англ. Henry Robert Somers FitzRoy de Vere Somerset; 3 марта 1898, Лондон — 27 февраля 1965, остров Родос, Греция) — английский литератор и учёный.
Происходил из аристократического рода. Сын Генри Чарльза Сомерса Огастаса Сомерсета (1874—1945), офицера во время Второй англо-бурской и Первой мировой войн, депутата Совета Лондонского графства, правнук 8-го герцога Бофорта.
Учился в Итонском колледже. С началом Первой мировой войны поступил в Королевское военное училище, откуда был выпущен 20 октября 1915 года вторым лейтенантом в Колдстримскую гвардию, спустя пять дней произведён в лейтенанты. Участвовал в военных действиях, за героизм во время британского наступления в Битве при Камбре (1917) награждён Орденом «За выдающиеся заслуги» (редким для младшего офицера). Переведён на службу в Королевские военно-воздушные силы Великобритании 23 апреля 1918 года, спустя три недели после их создания; прошёл курс обучения на военного лётчика. Вышел в отставку в 1920 году, получив звание капитана резерва; в 1933 году получил удостоверение гражданского лётчика.
С 1921 года преподавал историю в Вустер-колледже Оксфордского университета; рекомендовал для работы в колледже своего друга, поэта У. Ф. Стеда. Опубликовал сборник стихотворений «Полсотни эпиграмм» (англ. Half A Hundred Epigrams; 1928), несколько небольших музыкальных произведений, в том числе рождественскую песню «Роза и Звезда» (англ. The Rose and the Star; 1932). Среди статей Сомерсета о музыке следует отметить работы «Иоганн Шоберт и его влияние на музыку Моцарта» (англ. Johann Schobert and His Influence on the Music of Mozart; 1931), «Жан-Жак Руссо как музыкант» (англ. Jean Jacques Rousseau As a Musician; 1936) и «Императоры Габсбурги как музыканты» (англ. The Habsburg Emperors as Musicians; 1949). Подготовил первое издание записной книжки Эдмунда Берка (1957).
Старший сын Г. В. Ф. Сомерсета лейтенант Джон Александр Сомерсет (1925—1945) погиб в бою в Германии. Второй сын, Дэвид Роберт Сомерсет (1928—2017), унаследовал в 1984 году титул герцога Бофорта.